# 1288 هـ
1288 هـ هي سنة في التقويم الهجري امتدت مقابلةً في التقويم الميلادي بين سنتي 1871 و1872.

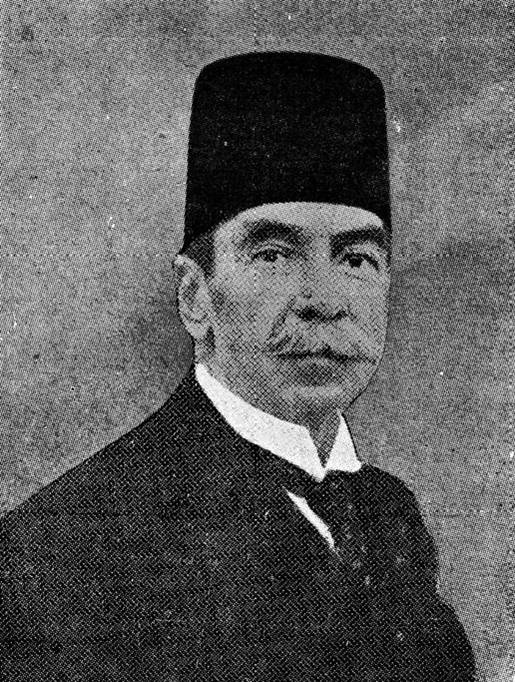
أحمد تيمور باشا

## أحداث
- الأمام عبد الله بن فيصل يغادر الرياض, لعقد جلسة في الكويت.
- الأمير سعود بن فيصل يحارب قوات أخيه عبد الله بن فيصل ويحتل الرياض.
- الأمير جلوي بن تركي يحارب قوات الأمير سعود بن فيصل ويطرده من الرياض ويعود إليها عبد الله بن فيصل.
- الأمام عبد الله بن فيصل يعلن عن قيام علم الدولة السعودية الثانية واستقلالها بتاريخ 13\8\1288هـ.
- الأمير عبد الرحمن بن فيصل يتخرج من تعليمه ويتجه للأعمال الحكومية.
- الأمير فيصل بن عبد الرحمن بن فيصل يتجه لتعليمه الأخير.
- الأمام عبد الله بن فيصل يعين محمد بن فيصل بن تركي آل سعود ولي العهد قائدا للقوات السعودية.

## مواليد
- أحمد تيمور
- أحمد طبارة
- أمين المعلوف
- رشيد أيوب
- محمد عبد العزيز الرفاعي
- الأمير فهد بن عبد الرحمن بن فيصل ثاني ابن للأمام عبد الرحمن بن فيصل.
- أحمد الرهوني
- أحمد تيمور باشا
- أسين بلاثيوس
- خليل ثابت
- خليل مطران
- كارلو نلينو

## وفيات
- رضا قلي خان
- كريم خان الكرماني
- عثمان بن بشر